# Megarhetus brevicheliferus
Megarhetus brevicheliferus är en havsspindelart som först beskrevs av Hedgpeth, J.W. 1948.  Megarhetus brevicheliferus ingår i släktet Megarhetus och familjen Ammotheidae. Inga underarter finns listade i Catalogue of Life.